# Machaerium maritimae
Machaerium maritimae är en tvåvingeart som beskrevs av Alexander Henry Haliday 1832. Machaerium maritimae ingår i släktet Machaerium och familjen styltflugor. Arten har ej påträffats i Sverige. Inga underarter finns listade i Catalogue of Life.